# Comuna Verhnoinhulske, Bobrîneț
Verhnoinhulske (în ucraineană Верхньоінгульське) este o comună în raionul Bobrîneț, regiunea Kirovohrad, Ucraina, formată din satele Jovtneve, Olenivske, Stepanivka și Verhnoinhulske (reședința).

## Demografie
Componența lingvistică a comunei Verhnoinhulske
     Ucraineană (90,69%)
     Rusă (4,73%)
     Română (3,66%)
     Alte limbi (0,61%)
Conform recensământului din 2001, majoritatea populației comunei Verhnoinhulske era vorbitoare de ucraineană (90,69%), existând în minoritate și vorbitori de rusă (4,73%) și română (3,66%).